# 匈牙利人名
匈牙利人名一般由姓氏和名字两部分组成，有时也有第二名。匈牙利人姓名的排列同欧洲其他一些国家的习惯相反，采用“东方姓名顺序”，姓氏在前，名字在后:3923。匈牙利语是欧洲仅有的几种使用东方姓名顺序的语言之一。
由于匈牙利在相当长时间内受到奥地利帝國统治，近代直到一战结束前都是奧帝國及奥匈帝国的一部分，加之日耳曼人又是现代匈牙利的少数民族之一，因此匈牙利人名中有一定数量的德语人名:3924。

## 姓氏
许多匈牙利语姓氏与职业有关，如“绍博”（Szabó，“裁缝”）、“科瓦奇”（Kovács，“铁匠”）、“豪拉斯”（Halász，“渔夫”）。另一些常见姓氏则多表示来自于马札儿人以外的其他民族，如“内梅特”（Németh，“德国人”）、“霍瓦特”（Horvát，“克罗地亚人”）、“托特”（Tóth，“斯洛伐克人”的古称）、“欧拉”（Oláh，“瓦拉几亚人”的古称）、“伦杰尔”（Lengyel，“波兰人”）。
下表为2011年统计得到的匈牙利常见姓氏前20，全国有21%的人使用这20个姓氏。
| 匈牙利 | 匈牙利         | 匈牙利     | 匈牙利                | 匈牙利         | 匈牙利 |
| 2011   | 2011           | 姓氏       | 涵义                  | 来源           |        |
| 排名   | 人数           | 姓氏       | 涵义                  | 来源           |        |
| ------ | -------------- | ---------- | --------------------- | -------------- | ------ |
| 1      | 235,400 (2.4%) | 纳吉，     | 伟大的                | 匈牙利语       |        |
| 2      | 228,210 (2.3%) | 霍瓦特，   | 克罗地亚人            | 南斯拉夫语支   |        |
| 3      | 217,359 (2.2%) | 科瓦奇，   | 铁匠                  | 西斯拉夫语支   |        |
| 4      | 209,549 (2.1%) | 绍博，     | 裁缝                  | 匈牙利语       |        |
| 5      | 206,954 (2.1%) | 托特，     | 斯洛伐克人            | 德语或匈牙利语 |        |
| 6      | 137,847 (1.4%) | 沃尔高，   | 皮匠                  | 匈牙利语       |        |
| 7      | 131,435 (1.3%) | 基什，     | 小的                  | 匈牙利语       |        |
| 8      | 106,942 (1.1%) | 莫尔纳，   | 磨坊主                | 斯拉夫语       |        |
| 9      | 91,878 (0.9%)  | 内梅特，   | 德国人                | 斯拉夫语       |        |
| 10     | 83,188 (0.8%)  | 福尔考什， | 狼                    | 匈牙利语       |        |
| 11     | 80,575 (0.8%)  | 鲍洛格，   | 左撇子                | 匈牙利语       |        |
| 12     | 52,766 (0.5%)  | 波普，     | 教士                  | 拉丁语         |        |
| 13     | 52,131 (0.5%)  | 陶卡奇，   | 织布工                | 斯拉夫语       |        |
| 14     | 51,224 (0.5%)  | 尤哈斯，   | 牧羊人                | 匈牙利语       |        |
| 15     | 47,151 (0.5%)  | 洛考托什， | 锁匠                  | 意大利语       |        |
| 16     | 40,079 (0.4%)  | 梅萨罗什， | 屠夫                  | 斯拉夫语       |        |
| 17     | 38,330 (0.4%)  | 欧拉，     | 瓦拉几亚人/罗马尼亚人 | 日耳曼语       |        |
| 18     | 37,960 (0.4%)  | 西蒙，     | 西缅                  | 希伯来语       |        |
| 19     | 35,008 (0.4%)  | 拉茨，     | 南斯拉夫人            | 南斯拉夫语支   |        |
| 20     | 34,496 (0.3%)  | 费克特，   | 黑（头发）的          | 匈牙利语       |        |

## 名字
与许多文化一样，匈牙利人取名常与宗教和国家历史有关，会使用一些圣徒和国王的名字。

### 女名
- 安娜。
- 多萝焦，：源自聖女多羅德。
- 伊丽莎白，：因匈牙利王国公主聖麗莎而流行。
- 考陶琳，：源自圣凯瑟琳，对她的崇拜在15世纪非常兴盛。
- 毛尔吉特，：源自匈牙利王国公主、圣毛尔吉特。
- 玛丽亚，：对圣母玛丽亚的崇拜在中世纪匈牙利非常流行。
- 皮萝什考，：因匈牙利国王拉斯洛一世的女儿圣皮萝什考（英语：Irene of Hungary）而流行。

### 男名
- 安德拉什，：因匈牙利国王安德拉什一世而流行。
- 阿提拉，：因为匈牙利王室认为他们是匈人皇帝阿提拉的后人，故而流行。
- 贝洛，：有四位匈牙利国王使用过这个名字。
- 乔鲍，：在传说中，这是阿提拉儿子的名字。
- 盖佐，：有两位匈牙利国王使用过这个名字。
- 哲尔吉，：来自圣乔治，匈牙利早期最重要的圣徒之一。
- 伊什特万，：匈牙利第一位国王，圣伊什特万一世。
- 伊姆赖，：伊什特万一世之子，圣伊姆赖（英语：Saint Emeric of Hungary）。
- 亚诺什，：源自使徒圣约翰。
- 约瑟夫，：以圣经人物中的约瑟夫命名。
- 卡罗伊，：匈牙利国王卡罗伊一世。
- 洛约什，：匈牙利国王洛约什一世。
- 拉斯洛，：匈牙利国王拉斯洛一世。
- 马克，：源自《马可福音》的作者。
- 马顿，：纪念都尔的圣玛尔定，他生于中世纪的萨法利亚，今属匈牙利。
- 马加什，：纪念使徒圣马提亚，因匈牙利国王马加什一世而更为流行。
- 尚多尔，：亚历山大大帝的历史在14世纪的匈牙利非常流行。
- 陶马什，：源自使徒圣多马。
- 佐尔坦，：现代常用的名字，来自10世纪初的匈牙利大公，据说是阿尔帕德之子。
- 日格蒙德，：匈牙利国王日格蒙德，即神圣罗马帝国皇帝西吉斯蒙德。

## 第二名与教名
按照法律，在匈牙利出生的公民只能拥有一或两个名字。匈牙利人一般只取一个名字；不过使用第二名的情况正变得越来越多。拥有第二名的人往往会选择使用两个名字中的一个。
如匈牙利第三共和国第4任总理欧尔班·维克托·米哈伊，姓“欧尔班”，第一名“维克托”，第二名“米哈伊”，一般使用第一名，称“欧尔班·维克托”。（然而在一些语言如英语中，会将匈牙利人名调转写成先名再姓的形式，如“欧尔班·维克托·米哈伊”会改写成“维克托·米哈伊·欧尔班。因此他们会把第二名看成中间名。）
在受洗时，小孩可以得到一个洗礼名，尤其是当本名中没有圣徒名字、缺乏主保圣人时。在接受坚振礼时，会再得到一个名字，但是并不使用。洗礼名和坚振礼名都只有宗教意义，并非正式名字的一部分。

## 婚名
在18世纪之前，贵族女性在婚后会保留自己的名字，子女继承父亲的姓氏。哈布斯堡王朝统治匈牙利全境后，带来了西欧的风俗，妇女们开始使用丈夫的名字。女子婚后全部改用丈夫姓名，在丈夫名字的词尾加后缀“妮”（-ne），即“夫人”的意思。这是传统也是法律规定。1950年代后，匈牙利建立了社会主义国家，大力提倡男女平等。自此，女性可以选择使用婚前的名字，也可用使用夫名。
现在，女性婚后的名字可以在七种形式中选择，下面以嫁给了裴多菲·山陀尔的森德赖伊·尤利娅为例：
- 改从夫名、加“妮”，裴多菲·山陀尔妮；
- 前加夫姓、加“妮”，裴多菲妮·森德赖伊·尤利娅；
- 前加夫名和“妮”，裴多菲·山陀尔妮·森德赖伊·尤利娅；
- 保留全名，森德赖伊·尤利娅（越来越普遍，尤其是受教育程度较高的女性）；
- 改随夫姓，裴多菲·尤利娅；
- 使用带连字符的双姓，裴多菲-森德赖伊·尤利娅或森德赖伊-裴多菲·尤利娅。

按照法律，男性在婚后同样可以改姓，可以使用上述七种方法中的后三种：裴多菲·山陀尔、森德赖伊·山陀尔、裴多菲-森德赖伊·山陀尔或森德赖伊-裴多菲·山陀尔。
但是夫妻双方不得交换姓氏，亦不可一个使用“裴多菲-森德赖伊”，一个使用“森德赖伊-裴多菲”（可以一人用双姓，一人保留原单姓）。双方要在结婚时公布婚后的名字。
传统上，女性在婚后要改从夫名，原名不再是正式名称的一部分，但原名仍然是婚后日常生活中最常用的名字。妇女自我介绍时多用“裴多菲·尤利娅”或“裴多菲妮·尤利娅”的形式，而非正式名称“裴多菲·山陀尔妮”。他人介绍时则会称为“裴多菲·山陀尔妮，尤利娅阿姨”。

## 命名
父母可以在双方婚后的姓氏中选择一个作为小孩的姓氏，亦可选择两个组成带连字符的双姓，但不得超过两个，且所有子女的姓氏须相同。
小孩的名字亦不得超过两个。父母可以从一份包含上千个名字的官方表单中进行选择。父母如果想使用表单上没有的名字，则要提出申请，匈牙利科学院语言学研究所会根据是否含有贬义、是否易于拼写和识读、是否易于区分性别等原则做出决定。批准同意的名字会进入表单。少数民族或外籍人士子女的命名有各自专门的规定。